# 大池橋
大池橋（おおいけばし）は、大阪市生野区の平野川にかかる、勝山通の橋。

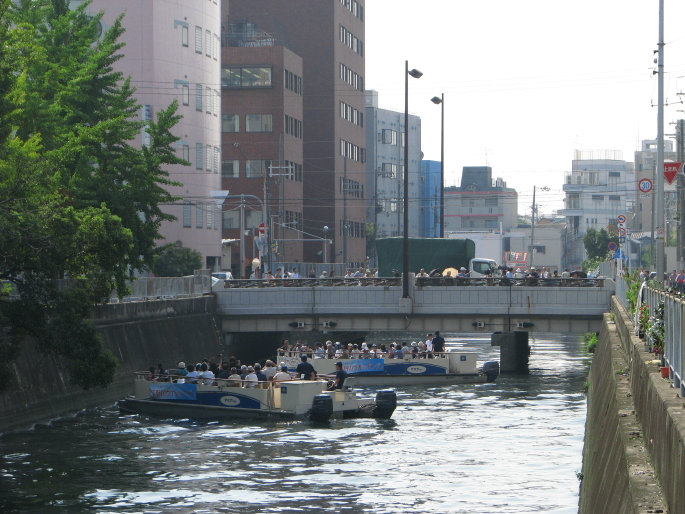
大池橋（平野川で臨時運航された大阪水上バスの水都号アクアminiと）

## 概要
勝山通（大阪市道四天王寺巽線）に架かる橋である。また、その東側の今里筋との交点が、大池橋交差点である。
大池橋周辺には大阪市立生野図書館や生野税務署があり、バスでは1停留所分あるが西側には生野区役所や生野警察署などがある。交差点角にはりそな銀行生野支店がある。その他、付近には病院やスーパーマーケットもあるなど、生野区の中心となっている。
勝山通、今里筋には、かつて大阪市営トロリーバスが運行しており、大池橋交差点にも停留所が設置されていた。現在はトロリーバスに代わって大阪シティバスが多数運行されている。2005年までは大池橋を経由する近鉄バスも運行されていた。
一方で鉄道駅からは大きく離れており、JR環状線桃谷駅や近鉄今里駅、地下鉄北巽駅へは1km以上もある。今里筋には地下鉄今里筋線の延伸計画がある。なお以前は、地下鉄千日前線を大池橋経由で延伸する計画も存在した。

## 周辺
- 御勝山古墳
- ロート製薬 本社

## バス路線
橋や大池橋交差点の周辺に「大池橋」停留所があり、以下の路線が乗り入れる。
大阪シティバス
- 12号系統：布施駅前 行 / あべの橋 行
- 13号系統：北巽バスターミナル 行 / あべの橋 行
- 18号系統：玉造 行 / 北巽バスターミナル 行
- 35号系統：杭全 行 / 地下鉄今里・守口車庫前 行
- 73号系統：出戸バスターミナル 行 / なんば 行
- 85号系統：なんば 行 / 杭全 行

大阪市高速電気軌道
- いまざとライナー：JR長居駅前 行 / あべの橋 行 / 神路公園 行